# Notre-Dame-de-Bellecombe
Notre-Dame-de-Bellecombe és un municipi francès situat al departament de la Savoia i a la regió d'Alvèrnia-Roine-Alps. L'any 2007 tenia 500 habitants.

## Demografia

### Població
El 2007 la població de fet de Notre-Dame-de-Bellecombe era de 500 persones. Hi havia 200 famílies de les quals 76 eren unipersonals (52 homes vivint sols i 24 dones vivint soles), 56 parelles sense fills, 60 parelles amb fills i 8 famílies monoparentals amb fills.
La població ha evolucionat segons el següent gràfic:
Habitants censats

### Habitatges
El 2007 hi havia 1.735 habitatges, 219 eren l'habitatge principal de la família, 1.487 eren segones residències i 29 estaven desocupats. 399 eren cases i 1.329 eren apartaments. Dels 219 habitatges principals, 147 estaven ocupats pels seus propietaris, 57 estaven llogats i ocupats pels llogaters i 16 estaven cedits a títol gratuït; 12 tenien una cambra, 53 en tenien dues, 41 en tenien tres, 43 en tenien quatre i 71 en tenien cinc o més. 181 habitatges disposaven pel capbaix d'una plaça de pàrquing. A 107 habitatges hi havia un automòbil i a 82 n'hi havia dos o més.

### Piràmide de població
La piràmide de població per edats i sexe el 2009 era:
| Homes | Edats   | Dones |
| ----- | ------- | ----- |
| 0     | 95 o +  | 0     |
| 4     | 90 a 94 | 0     |
| 0     | 85 a 89 | 8     |
| 0     | 80 a 84 | 4     |
| 12    | 75 a 79 | 8     |
| 4     | 70 a 74 | 8     |
| 8     | 65 a 69 | 8     |
| 4     | 60 a 64 | 12    |
| 8     | 55 a 59 | 12    |
| 20    | 50 a 54 | 8     |
| 36    | 45 a 49 | 20    |
| 8     | 40 a 44 | 28    |
| 24    | 35 a 39 | 20    |
| 16    | 30 a 34 | 16    |
| 16    | 25 a 29 | 24    |
| 4     | 20 a 24 | 4     |
| 24    | 15 a 19 | 17    |
| 12    | 10 a 14 | 20    |
| 24    | 5 a 9   | 28    |
| 12    | 0 a 4   | 12    |

## Economia
El 2007 la població en edat de treballar era de 322 persones, 260 eren actives i 62 eren inactives. De les 260 persones actives 255 estaven ocupades (145 homes i 110 dones) i 5 estaven aturades (2 homes i 3 dones). De les 62 persones inactives 19 estaven jubilades, 21 estaven estudiant i 22 estaven classificades com a «altres inactius».

### Ingressos
El 2009 a Notre-Dame-de-Bellecombe hi havia 240 unitats fiscals que integraven 538,5 persones, la mediana anual d'ingressos fiscals per persona era de 18.022 €.

### Activitats econòmiques
Dels 132  establiments que hi havia el 2007, 2 eren d'empreses alimentàries, 5 d'empreses de fabricació d'altres productes industrials, 10 d'empreses de construcció, 16 d'empreses de comerç i reparació d'automòbils, 5 d'empreses de transport, 19 d'empreses d'hostatgeria i restauració, 1 d'una empresa d'informació i comunicació, 13 d'empreses immobiliàries, 6 d'empreses de serveis, 51 d'entitats de l'administració pública i 4 d'empreses classificades com a «altres activitats de serveis».
Dels 26 establiments de servei als particulars que hi havia el 2009, 1 era una oficina de correu, 4 paletes, 2 fusteries, 1 lampisteria, 1 electricista, 1 perruqueria, 11 restaurants i 5 agències immobiliàries.
Dels 16 establiments comercials que hi havia el 2009, 3 eren botiges de menys de 120 m², 1 una fleca, 1 una carnisseria, 1 una llibreria, 1 una botiga de roba, 1 una botiga d'equipament de la llar, 7 botigues de material esportiu i 1 un drogueria.
L'any 2000 a Notre-Dame-de-Bellecombe hi havia 24 explotacions agrícoles que ocupaven un total de 252 hectàrees.

## Equipaments sanitaris i escolars
L'únic equipament sanitari que hi havia el 2009 era una farmàcia.
El 2009 hi havia 1 escola maternal i 1 escola elemental.

## Poblacions més properes
El següent diagrama mostra les poblacions més properes.